# Rosalind Franklin

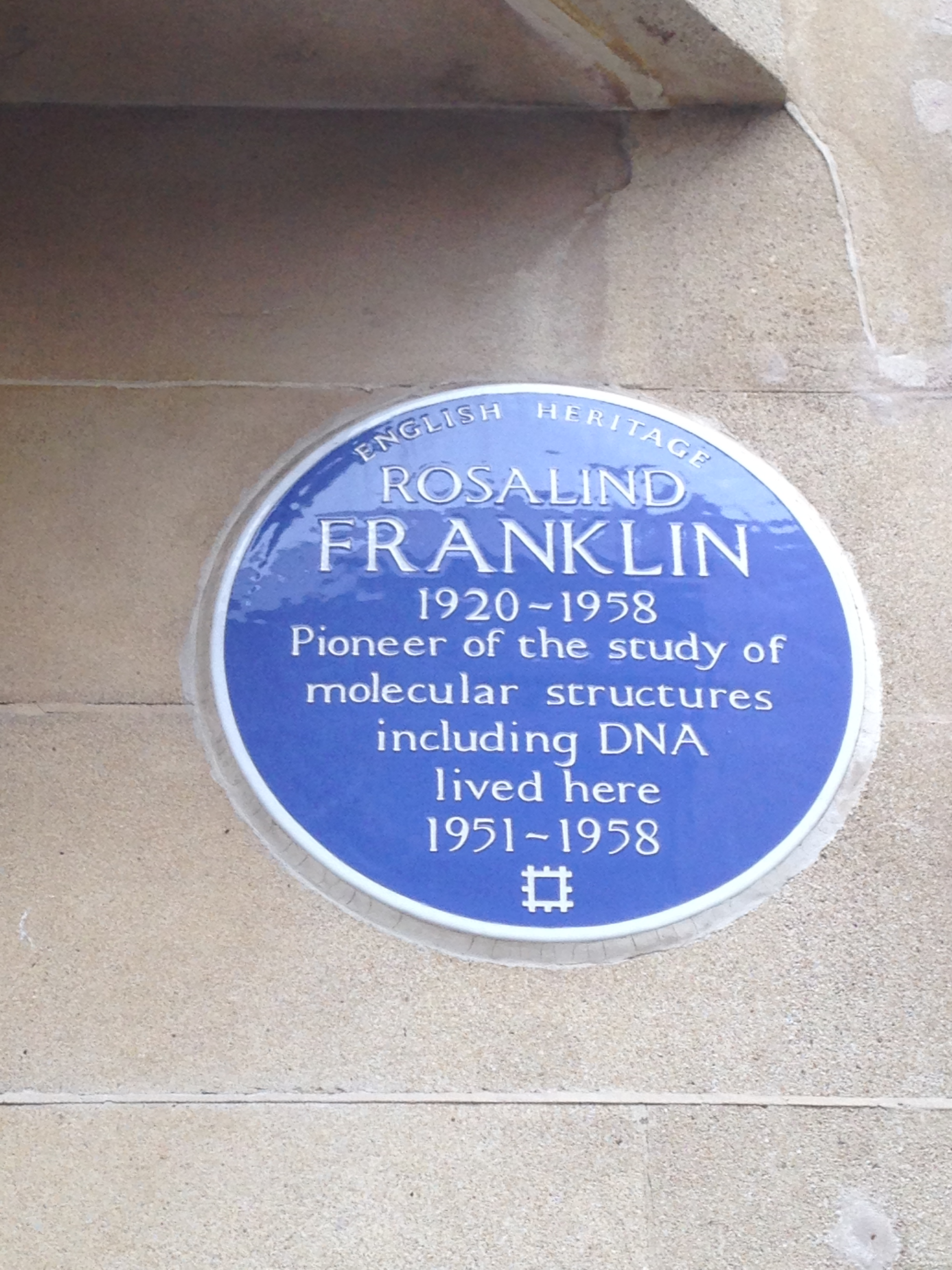
Plaquette op een voormalig woonhuis van Rosalind Franklin

Rosalind Elsie Franklin (Londen, 25 juli 1920 – aldaar, 16 april 1958) was een Brits chemica die voornamelijk bekend geworden is vanwege haar bijdragen aan de ontdekking van de structuur van DNA met behulp van röntgendiffractie.

## Jeugd
Franklin was een dochter van de bankier Ellis Franklin en diens echtgenote Muriel Frances Waley (1894-1976). Zij ging na de lagere school op twaalfjarige leeftijd naar St. Paul's Girls School, een van de weinige meisjesscholen met natuurkunde- en scheikundeles. Op haar vijftiende besloot ze dat ze onderzoekster wilde worden. Haar vader was echter tegen hoger onderwijs voor vrouwen en wilde dat ze sociaal werkster zou worden. Hij weigerde daarom de kosten van haar universitaire opleiding te betalen, hoewel zij het toelatingsexamen voor de Universiteit van Cambridge al met succes had afgelegd. Hij ging pas overstag toen een tante toezegde haar studie te zullen betalen en zijn echtgenote hun dochter bleek te steunen.

## Wetenschappelijke carrière

### Cambridge
In 1938 werd Franklin toegelaten tot het Newnham College van de Universiteit van Cambridge, waar ze in 1941 afstudeerde in de natuurwetenschappen met als specialisatie fysische chemie. Na nog een jaar aan de universiteit gewerkt te hebben, werd ze in 1942 in het kader van de Tweede Wereldoorlog onderzoekster bij de British Coal Utilisation Research Association. Ze onderzocht daar de poreusheid van steenkool met helium om steenkool, wegens de schaarste in de oorlogsperiode, zo zuinig mogelijk te gebruiken en om goede gasmaskers te maken met koolpoeder. Dit werk vormde de basis voor haar promotie in de fysische chemie op het proefschrift The physical chemistry of solid organic colloids with special reference to coal aan de Universiteit van Cambridge in 1945.

### Parijs
Na haar periode aan Cambridge volgden drie jaren van studie in Parijs bij het "Laboratoire Central des Services Chimiques de l'Etat". Hier leerde ze de röntgendiffractietechnieken van de kristallografie die zouden bijdragen aan de ontdekking van de structuur van DNA.

### Londen
In 1948 keerde ze terug naar het Verenigd Koninkrijk als onderzoekster op het gebied van moleculaire röntgendiffractie aan King's College London onder leiding van Sir John Randall.
Onduidelijkheden in de verantwoordelijkheden voor het DNA-onderzoek leidden tot wrijving tussen Franklin en Maurice Wilkins, een onderzoeker die al langer voor Randall werkte. Franklin deed geheimzinnig over haar resultaten en gedroeg zich ook eigenaardig: ondanks het feit dat haar onderzoek aantoonde dat DNA een helix-structuur vertoonde, verklaarde ze aan eenieder dat dit niet het geval was en in de zomer van 1952 postte ze in haar onderzoeksinstituut een bericht met de mededeling: It is with great regret that we have to announce the death, on Friday 18th July 1952 of D.N.A. helix ... It is hoped that Dr. M. H. F. Wilkins will speak in memory of the late helix. Wilkins toonde op een gegeven moment Franklins röntgendiffractiefoto's van DNA aan James Watson, de concurrent uit Cambridge, die hierdoor het idee kreeg dat de structuur van DNA eruit moest zien als een dubbele helix, nadat Linus Pauling met een soortgelijk maar fout model was gekomen (hij ging uit van een drievoudige helix in plaats van een dubbele helix). Dit resulteerde in een artikel van Watson en Francis Crick in het wetenschappelijke weekblad Nature. Onmiddellijk voorafgaand in hetzelfde nummer van Nature verscheen ook een artikel van Franklin ter ondersteuning van zijn conclusies.
Of Franklin zelf de structuur van DNA heeft gevonden en in hoeverre haar naam genoemd dient te worden in verband met de ontdekking van de structuur van DNA, blijft tot op heden reden tot discussie. Feit blijft wel dat zonder haar röntgendiffractiefoto's van hoge kwaliteit van DNA het langer geduurd zou hebben alvorens de structuur daarvan gevonden zou zijn.

### Birbeck College
Na de DNA-publicaties vertrok ze naar het Birkbeck College waar ze haar eigen onderzoeksgroep kreeg en zich concentreerde op virussen - ze mocht alleen bij het King's College vertrekken als ze zich niet meer met DNA zou bezighouden -, met name het tabaksmozaïekvirus en het poliovirus.
Tijdens een bezoek aan de Verenigde Staten in 1956 werd ze ziek en werd eierstokkanker vastgesteld. Twee jaar later overleed ze op 37-jarige leeftijd als gevolg van deze ziekte, die hoogstwaarschijnlijk veroorzaakt werd doordat ze tijdens haar onderzoek nonchalant omging met de röntgenstraling: ze droeg zelden een loden schort en stelde zich vaak bloot aan een röntgenstraal.
In 1962 ontvingen Watson, Crick en Wilkins de Nobelprijs. Mogelijk zou ook Rosalind Franklin in die eer hebben moeten delen. De prijs wordt echter niet toegekend aan meer dan drie personen. Pas sinds 1974 wordt de Nobelprijs niet langer postuum toegekend, dus haar overlijden kan in principe geen reden zijn geweest haar de prijs niet de geven.

## Vernoemingen
- De Rijksuniversiteit Groningen heeft in 2002 de eerste Rosalind Franklin Fellowships-onderzoeksbeurzen uitgegeven voor vrouwen met een doctorsgraad.
- De Katholieke Universiteit van Leuven heeft de grootste aula op haar faculteit wetenschappen vernoemd naar Franklin.
- In Haarlem is in de Boerhaavewijk een Rosalind Franklinpad
- In Leiden is in het Bio Science Park een Rosalind Franklinpad